# Линия обороны Сталинграда (памятник)
«Линия обороны Сталинграда» — памятник из 17 башен танков Т-34 на гранитных постаментах, установленных в точках максимального приближения немецко-фашистских войск к берегам Волги во время Сталинградской битвы. Пушки танков направлены в сторону противника, как знак обороны и готовности советских солдат. Установлен в Волгограде, чтобы увековечить память о бойцах Сталинградского фронта и отрядах народного ополчения, которые ценою своих жизней сумели защитить город.
Памятник входит в список объектов культурного наследия федерального (общероссийского) значения Волгоградской области.
Решение о строительстве комплекса было принято в феврале 1948 года, автором проекта стал московский архитектор Фёдор Лысов. Первый постамент был установлен 3 сентября 1951 года, последний — через три года, 17 октября 1954. Танковые башни собирались из погибшей в Сталинградской битве техники. Выбирались башни танков Т-34 разных модификаций, заводов-изготовителей, со следами боёв и пробоинами.
Комплекс находится на территории четырёх районов города. Его протяжённость составляет 30 километров, это единственный комплекс подобной протяжённости в Европе. Расстояние между постаментами 2-3 километра. Есть места, где башни танков стоят парами, что означает единение военного и гражданского населения. Комплекс начинается в Центральном районе на месте городской переправы, проходит по территории бывшего пивоваренного завода к дому Павлова, по улице Советской до улицы им. 7-й Гвардейской дивизии. Далее — к площади Сталинградской победы, оттуда — к Мамаеву кургану, переходя в Краснооктябрьский район. Там линия обороны проходила по территории завода «Красный Октябрь», к «острову Людникова» и заводу «Баррикады». В Тракторозаводском районе башни установлены на нижнем посёлке тракторного завода На территории Волгоградского кадетского корпуса Следственного комитета РФ имени Ф.Ф. Слипченко Спартановке. Одна башня установлена в Советском районе.

## Постаменты с танковыми башнями
| №  | Код ОКН    | Описание | Примечание | Местоположение | Иллюстрация | Категория на Викискладе |
| -- | ---------- | --- | --- | --- | ----------- | ----------------------- |
| 1  | 3410029007 | Здесь начинался передний край обороны 13-й гвардейской стрелковой дивизии генерала А. И. Родимцева. | | Центральный район, Улица Маршала Чуйкова, 33. На набережной 62-й Армии. 48°42′39″ с. ш. 44°31′48″ в. д.                                                                      |             | Викисклад               |
| 2  | 3410029013 | Здесь в сентябре — ноябре 1942 года проходил передний край обороны войск Сталинградского фронта. | | Центральный район, Улица Советская, 35. Рядом с государственным техническим университетом. 48°42′51″ с. ш. 44°31′49″ в. д.                                                   |             | Викисклад               |
| 3  | 3410029014 | Здесь в сентябре — ноябре 1942 года проходил передний край обороны войск Сталинградского фронта. | Первоначально башня была установлена на площади Обороны. | Центральный район, Улица Наумова, 8. Рядом с техническим колледжем. 48°43′03″ с. ш. 44°31′53″ в. д.                                                                          |             | Викисклад               |
| 4  | 3410029013 | Здесь в сентябре — ноябре 1942 года проходил передний край обороны войск Сталинградского фронта. | | Центральный район, Улица Советская, 38. Между общежитиями колледжа олимпийского резерва. 48°43′09″ с. ш. 44°32′07″ в. д.                                                     |             | Викисклад               |
| 5  | 3410029015 | Здесь в сентябре — ноябре 1942 года проходил передний край обороны войск Сталинградского фронта. | | Центральный район, Проспект Ленина, 53. Рядом с площадью Сталинградской Победы. 48°43′42″ с. ш. 44°32′17″ в. д.                                                              |             | Викисклад               |
| 6  | 3410029006 | Здесь на Мамаевом кургане в дни Великой битвы за Сталинград происходили самые упорные и кровопролитные бои за обладание этой господствующей над городом высотой.                                                                                                | Башня расположена ниже главного монумента «Родина-мать зовёт!». Дело в том, что статуя стоит на насыпном холме, а историческая высота 102.0 отмечена именно этой башней. | Центральный район, Мамаев курган, 4. На Мамаевом кургане рядом с храмом Всех Святых. 48°44′25″ с. ш. 44°32′13″ в. д.                                                         |             | Викисклад               |
| 7  | 3410029002 | Здесь проходил передний край обороны 284-й стрелковой дивизии под командованием полковника Н. Ф. Батюка. | | Краснооктябрьский район, Проспект Ленина. Рядом с мостом неподалёку от площади Возрождения. 48°45′02″ с. ш. 44°32′57″ в. д.                                                  |             | Викисклад               |
| 8  | 3400000240 | Здесь проходил передний край обороны 39-й гвардейской стрелковой дивизии генерала С. С. Гурьева. | | Краснооктябрьский район, Проспект Ленина. В сквере рядом с площадью Возрождения. 48°45′09″ с. ш. 44°33′04″ в. д.                                                             |             | Викисклад               |
| 9  | 3410029005 | Здесь в сентябре — ноябре 1942 года держали оборону вместе с частями Советской армии отряды народного ополчения Краснооктябрьского района. | | Краснооктябрьский район, Посёлок Металлургов, 71А. Посёлок Металлургов. 48°45′44″ с. ш. 44°34′21″ в. д.                                                                      |             | Викисклад               |
| 10 | 3410029010 | Здесь в сентябре — ноябре 1942 года проходил передний край обороны 45 стрелковой дивизии имени Щорса. | | Краснооктябрьский район, Посёлок Металлургов, 71А. Посёлок Металлургов. 48°45′45″ с. ш. 44°34′22″ в. д.                                                                      |             | Викисклад               |
| 11 | 3410029012 | Здесь в октябре — ноябре 1942 года проходил передний край обороны 138-й краснознамённой стрелковой дивизии полковника И. И. Людникова, которая будучи полуокружённой, выстояла, отбила все атаки противника и, перейдя в наступление, беспощадно громила врага. | | Краснооктябрьский район, Волжский проспект, 19. Нижний посёлок завода «Баррикады», неподалёку от мемориального комплекса «Остров Людникова». 48°46′18″ с. ш. 44°35′16″ в. д. |             | Викисклад               |
| 12 | 3410029011 | Здесь в 1942 году проходил передний край сражающегося Сталинграда. На этом участке фронта вместе с войнами Советской армии доблестно защищали Сталинград отряды народного ополчения Баррикадного района.                                                        | | Краснооктябрьский район, Волжский проспект, 16. Мемориальный комплекс «Остров Людникова». 48°46′30″ с. ш. 44°35′18″ в. д.                                                    |             | Викисклад               |
| 13 | 3410029003 | Здесь в 1942 году проходил передний край обороны войск 308-й стрелковой дивизии полковника Л. Н. Гуртьева. | Первоначально башня находилась за пределами территории завода, где сохранился её постамент.                                                                              | Краснооктябрьский район, территория завода «Баррикады», рядом с 5-этажным зданием, напротив улицы Прибалтийской, 19 48°46′34″ с. ш. 44°35′12″ в. д.                          |             | Викисклад               |
| 14 | 3410030000 | Здесь в августе 1942 — январе 1943 года героически сражались 124 и 149 стрелковые бригады и другие части 62-й армии. | До 1995 года башня находилась у устья реки Мокрая Мечётка. | Тракторозаводский район, ул. Тракторостроителей, 1А/2. Возле мужского педагогическоо лицея. 48°48′16″ с. ш. 44°37′21″ в. д.                                                  |             | Викисклад               |
| 15 | 3410029008 | Здесь в сентябре — ноябре 1942 года проходил передний край обороны войск группы полковника С. Ф. Горохова. | | Тракторозаводский район, ул. Николая Отрады, 20Б. Возле остановки «Новая Спартановка». 48°49′01″ с. ш. 44°37′42″ в. д.                                                       |             | Викисклад               |
| 16 | 3410029009 | Здесь проходил передний край обороны 124 стрелковой бригады, отрезанной от основных сил 62-й армии. | | Тракторозаводский район, ул. Колумба, 1. На территории школы № 87. 48°50′29″ с. ш. 44°38′37″ в. д.                                                                           |             | Викисклад               |
| 17 | 3410029004 | Здесь в сентябре — ноябре 1942 года проходил передний край обороны войск 64-й армии генерала М. С. Шумилова. | | Советский район, Университетский проспект, 81. Возле авторынка «Зелёное кольцо». 48°39′16″ с. ш. 44°26′13″ в. д.                                                             |             | Викисклад               |

## Старые постаменты
Изначально в комплекс входило 25 объектов. Со временем их количество сократилось до 17, но некоторые старые постаменты всё ещё существуют.
| Описание | Примечание                   | Местоположение | Иллюстрация | Категория на Викискладе |
| --- | ---------------------------- | --- | ----------- | ----------------------- |
| | Старый постамент башни № 13. | Краснооктябрьский район, Волжский проспект, 2 к1. 48°46′37″ с. ш. 44°35′20″ в. д.                                              |             | Викисклад               |
| В боях за родной Сталинград здесь в августе 1942 года стойко сражались артиллеристы-зенитчики Сталинградского корпусного района ПВО.                               | Постамент башни танка Т-34.  | Тракторозаводский район, улица Шурухина, 68. 48°49′46″ с. ш. 44°36′09″ в. д.                                                   |             |                         |
| Здесь в августе 1942 года, не жалея жизни, героически сражались за Родину бойцы Волжской флотилии, танкисты, сапёры, и части войск НКВД Сталинградского гарнизона. | Постамент башни танка Т-34.  | Тракторозаводский район, улица Шурухина, 68. На территории кладбища Тракторозаводского района. 48°49′39″ с. ш. 44°36′12″ в. д. |             |                         |
| | Постамент башни танка Т-34.  | Тракторозаводский район, улица Шурухина, 67. 48°49′28″ с. ш. 44°36′00″ в. д.                                                   |             |                         |